# Montrose (Illinois)
Montrose ist ein Village, das zum größten Teil im Effingham County und zu einem kleineren Teil im Cumberland County im US-amerikanischen Bundesstaat Illinois liegt. Das U.S. Census Bureau hat bei der Volkszählung 2020 eine Einwohnerzahl von 210 ermittelt.

## Geografie
Montrose liegt auf 39°09'57" nördlicher Breite und 88°22'42" westlicher Länge. Die Stadt erstreckt sich über eine Fläche von 1,8 km², die ausschließlich aus Landfläche besteht.
Montrose liegt 15,2 km östlich von Effingham. Durch den Ort führt der U.S. Highway 40 und parallel zu diesem die Interstate 70.
Montrose liegt zwischen St. Louis (184 km im Südwesten) in Missouri und Indianapolis (207 km im Nordosten) in Indiana.

## Demografische Daten
Bei der Volkszählung im Jahre 2000 wurde eine Einwohnerzahl von 257 ermittelt. Diese verteilten sich auf 106 Haushalte in 64 Familien. Die Bevölkerungsdichte lag bei 139,8/km². Es gab 114 Gebäude, was einer Bebauungsdichte von 62,0/km² entsprach.
Die Bevölkerung bestand im Jahre 2000 ausschließlich aus Weißen.
23,3 % waren unter 18 Jahren, 8,9 % zwischen 18 und 24, 27,6 % von 25 bis 44, 21,0 % von 45 bis 64 und 19,1 % 65 und älter. Das durchschnittliche Alter lag bei 37 Jahren. Auf 100 Frauen kamen statistisch 96,2 Männer, bei den über 18-Jährigen 91,3.
Das durchschnittliche Einkommen pro Haushalt betrug $26.250, das durchschnittliche Familieneinkommen $38.438. Das Einkommen der Männer lag durchschnittlich bei $26.667, das der Frauen bei $18.333. Das Pro-Kopf-Einkommen belief sich auf $14.443. Rund 16,4 % der Familien und 16,7 % der Gesamtbevölkerung lagen mit ihrem Einkommen unter der Armutsgrenze.